# نکست‌جت
نکست‌جت (به انگلیسی: Nextjet) یک شرکت هواپیمایی با کد یاتا 2N است که در تاریخ ۲۰۰۲ میلادی تأسیس شده‌است.
دفتر مرکزی نکست‌جت در استکهلم، سوئد واقع شده‌است و قطب این شرکت هواپیمایی در فرودگاه استکهلم-آرلاندا قرار دارد و به ۱۹ مقصد، پرواز مستقیم انجام می‌دهد.